# Она написала убийство
«Она написала убийство» (англ. Murder, She Wrote, дословно — «Убийство, [которое] она написала») — американский детективный телесериал с Анджелой Лэнсбери в главной роли, рассказывающий о приключениях писательницы Джессики Флетчер, который выходил в эфир на протяжении 12 сезонов, с 1984 по 1996 год на CBS.
Сериал стал одной из самых продолжительных и успешных драм на телевидении, а также одним из самых популярных сериалов в 1980-х годах. Проект также имел успех на международном рынке и транслировался в десятках стран, в том числе и в России. В 1984 и 1985 году проект выиграл премию «Золотой глобус за лучший телевизионный сериал — драма», а также трижды номинировался на «Эмми» за лучший драматический сериал: в 1985, 1986 и 1987 годах. Лэнсбери в общей сложности десять раз была номинирована на премию «Золотой глобус», выиграв четырежды, и 12 раз на «Эмми» за свою роль в сериале. Ей принадлежит рекорд по количеству номинаций на «Золотой глобус» в категории «За лучшую женскую роль в телевизионном сериале — драма», а также антирекорд по количеству номинаций без побед на Премию «Эмми» в категории за лучшую женскую роль в драматическом телесериале.
После того, как сериал закончился в 1996 году, в период с 1997 по 2003 год было выпущено четыре телевизионных фильма, а также две видеоигры, выпущенные для ПК: одна в 2009 году и продолжение в 2012 году.

## Сюжет
Оставшись одна после смерти мужа, жительница небольшого портового городка Кэбот-Коув, в штате Мэн, Джессика Флетчер посвящает себя написанию детективов. Она начинает много путешествовать, посещать друзей, собирать материалы для новых книг, а заодно помогать полиции распутывать убийства, которые по странным обстоятельствам происходят там, куда она приезжает.

## Производство
Фильм «Она написала убийство» в основном снимался в павильонах Universal Studios в Юнивёрсал-Сити, Калифорния (недалеко от Лос-Анджелеса).  В сериале также были сняты внешние кадры и некоторые эпизоды на месте в городе Мендосино в Северной Калифорнии, который заменял вымышленный город Кэбот-Коув.

## В ролях

### Основные персонажи
- Анджела Лэнсбери — Джессика Флетчер
- Том Босли — шериф Эймос Таппер
- Уильям Уиндом — доктор Сэт Хэзлетт
- Рон Масак — шериф Морт Мецгер

### Второстепенные персонажи
- Джерри Орбах — Гарри Макгроу
- Мариса Беренсон — Клаудиа Кэмерон
- Джои Креймер — Чарли Маккаллум
- Сизар Ромеро — Диего Сантана
- Рут Роман — Лоретта Спигелл
- Кэтрин Грэйсон — Айдиал Моллой
- Джули Адамс — Ева Симпсон

В телесериале также появились: Кевин Сорбо, Джордж Клуни, Лилиан Шовен, Джессика Уолтер, Энн Фрэнсис, Вера Майлз, Ефрем Цимбалист мл., Бренда Ваккаро, Флоренс Хендерсон, Роберт Вон, Джон Эстин, Айлин Бреннан, Глория Стюарт, Джулианна Маргулис, Кристина Пиклз, Джин Симмонс, Ширли Найт, Джейн Медоуз, Капучине, Джон Гловер, Энн Блит, Марта Скотт, Глинис Джонс, Майкл Мориарти, Джон Беннетт Перри, Джун Эллисон, Джоан Лесли, Саманта Эггар, Лесли Нильсен, Рута Ли, Хэйли Миллс, Маккензи Филлипс, Деннис Буцикарис, Джон Эриксон, Барри Корбин, Арлин Голонка, Лиз Шеридан и многие другие актёры и актрисы.

## После сериала
Телекомпания также согласилась на заказ четырех фильмов «Она написала убийство» в течение следующих нескольких лет. Первым был «На юг через юго-запад» (1997), за которым последовали еще три: «История, ради которой стоит умереть» (2000), «Последний свободный человек» (2001) и «Кельтская загадка» (2003).
В мае 2011 года Лэнсбери заявила, что хотела бы вернуться на экраны в качестве Джессики Флетчер. Однако в интервью 2015 года она отвергла идею повторения столь любимого персонажа, заявив: «Я думаю, это было бы удручающе. В некотором смысле, нам пришлось бы показать ее как гораздо более старую женщину, и я думаю, что лучше сохранить тот образ, который мы имеем в своем воображении, как энергичного человека. Я все еще довольно энергична, особенно в саду... но если бы я хотела превратиться обратно в женщину, которой я выглядела тогда, это было бы смешно. И я не могу этого сделать». Дама Анджела Лэнсбери умерла 11 октября 2022 года в возрасте 96 лет. 

## Перезагрузка 2014 года
В октябре 2013 года было объявлено, что NBC дал зелёный свет на производство перезагрузки сериала. Алекс Каннингем заняла место исполнительного продюсера и автора, а Октавия Спенсер подписалась играть ведущую роль. В конце января 2014 года канал решил в настоящее время не заказывать съёмки шоу, так как новость о перезагрузке крайне негативно была принята публикой, и, в свете недавних неудач, NBC свернул проект.

## Товары
В 1985 году Warren Company выпустила настольную игру Murder, She Wrote. В игре один игрок берет на себя скрытую роль убийцы, а другие пытаются определить с помощью дедукции, кто из игроков является убийцей. Убийца побеждает, убив пять персонажей на игровом поле и сбежав, в то время как игроки-детективы побеждают, правильно установив личность убийцы.
В декабре 2009 года разработчик и издатель казуальных игр Legacy Interactive по лицензии Universal Pictures Digital Platforms Group (UPDPG) объявил о выпуске видеоигры для ПК и Macintosh Murder, She Wrote, основанной на телесериале. В игре игроки помогают Джессике Флетчер раскрыть пять необычных убийств.[51][52] Продолжение Murder She Wrote 2 было выпущено Legacy Interactive в ноябре 2012 года.
В 2020 году компания Funko выпустила виниловую коллекционную фигурку Jessica Fletcher POP!.

## Киноадаптация
В сентябре 2023 года стало известно что студия «Universal Pictures» готовит киноадаптацию телесериала. Сценарий напишут Лорен Шукер Блум и Ребека Анджело, а Эми Паскаль выступит продюсером.